# Passionsnagel

Fünf Passionsnägel im Wappen von Maillane

Der Passionsnagel ist in der Heraldik eine gemeine Figur und kommt in Wappen nicht häufig vor. 
In der Regel werden in Anlehnung an Darstellungen der  Kreuzigung Christi drei Nägel dargestellt. Ihre Darstellung erfolgt vorrangig in der Tinktur Silber. Der Nagelkopf wird meist in facettierter Ausführung im Wappen verwendet. Die Anordnung im Wappen ist sehr verschieden, erfolgt aber nach den Regeln für die gemeine Figur. Oft werden die Passionsnägel mit anderen Leidenswerkzeugen  wie der Dornenkrone, dem Kreuz oder ikonographischen Attributen wie dem Schweißtuch der Veronika, im Wappen vereint.
Es gibt auch Wappen mit fünf Passionsnägeln, wie das der französischen Gemeinde Maillane. In dieser Anzahl verkörpern sie die fünf Wunden Christi. 

## Beispiele

Lommerange
Wingerode
Saint-Maur-des-Fossés
Nagold
Herz mit drei gesteckten Passionsnägeln